# 黃帶鸚竺鯛
黃帶鸚竺鯛，又稱黃帶天竺鯛、橙帶天竺鯛，俗名大目側仔，為輻鰭魚綱鉤頭魚目天竺鯛科鸚竺鯛屬的其中一個種。

## 分布
本魚分布於印度洋－太平洋區，包括台灣、印尼、新喀里多尼亞、日本、澳洲、巴布亞紐幾內亞等海域。

## 深度
水深3－30公尺。

## 特徵
本魚體延長而側扁，眼大，口大略下位。魚體呈金黃色，體側具有5條銀白寬縱帶，其中一條在魚體中央與另一條合併，其餘延伸至尾柄處。背鰭硬棘7-8枚；背鰭軟條9枚；臀鰭硬棘2枚；臀鰭軟條8枚。體長可達8.5公分。

## 生態
本魚白天幼魚多成群躲於礁洞下的陰暗處或珊瑚叢中，成魚則小群聚集於礁洞邊緣，夜晚覓食，屬肉食性，以底棲性甲殼類為食。繁殖期時，雄魚具有口孵習性，卵約7日化成仔魚，由雄魚吐出，具短暫的仔魚飄浮期。

## 經濟利用
不具任何經濟價值。